# Basqala
Basqala (tiếng Ả Rập: بسقلا) là một ngôi làng Syria nằm ở Kafr Nabl Nahiyah ở huyện Maarrat al-Nu'man, Idlib. Theo Cục Thống kê Trung ương Syria (CBS), Basqala có dân số 2673 trong cuộc điều tra dân số năm 2004.